# Turbacz-Hütte

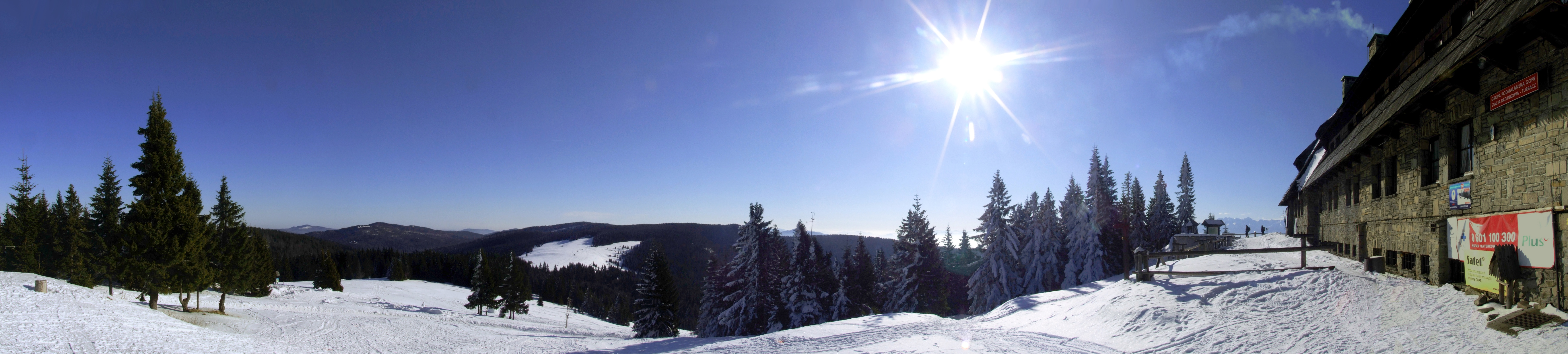
Im Winter

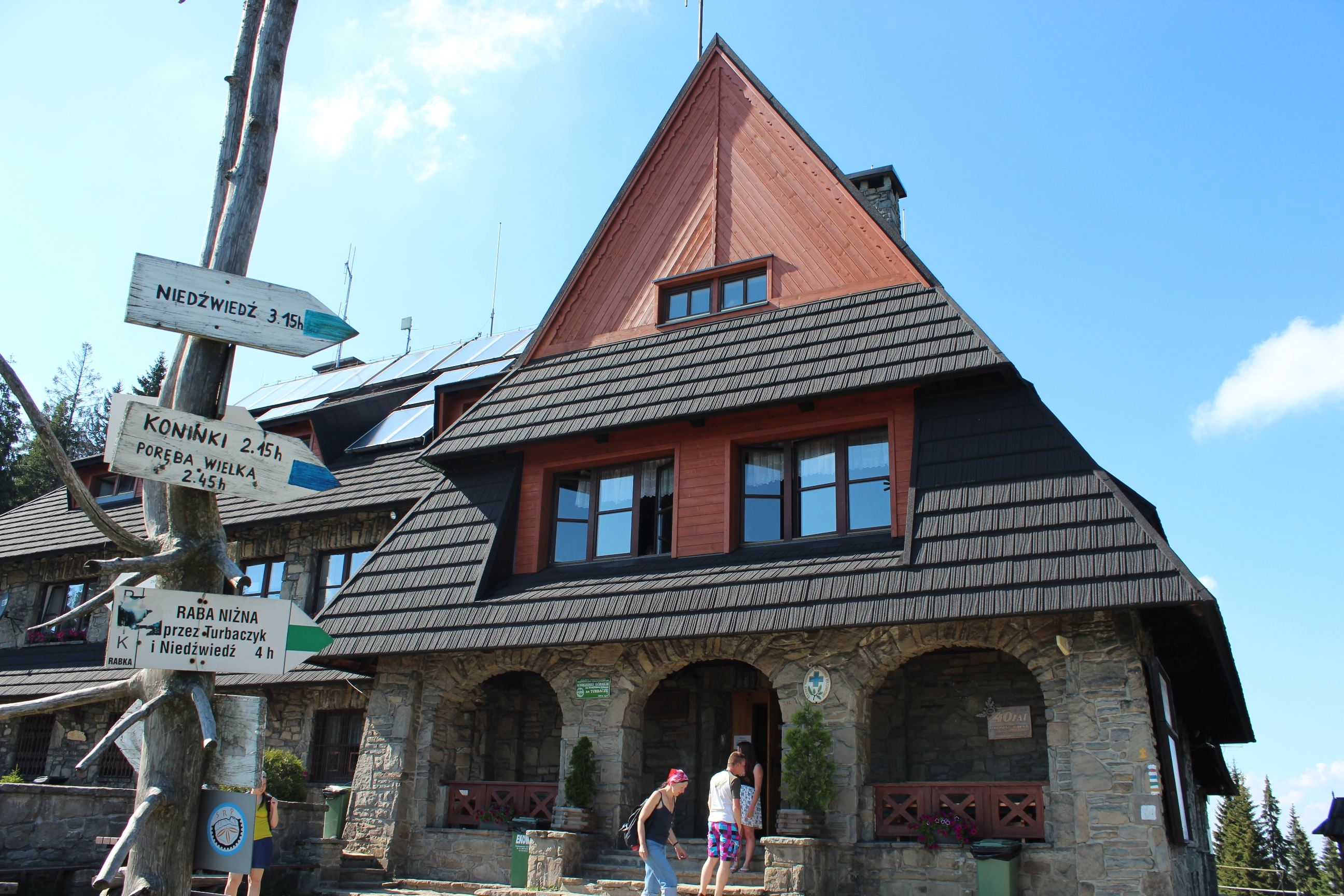
Im Sommer

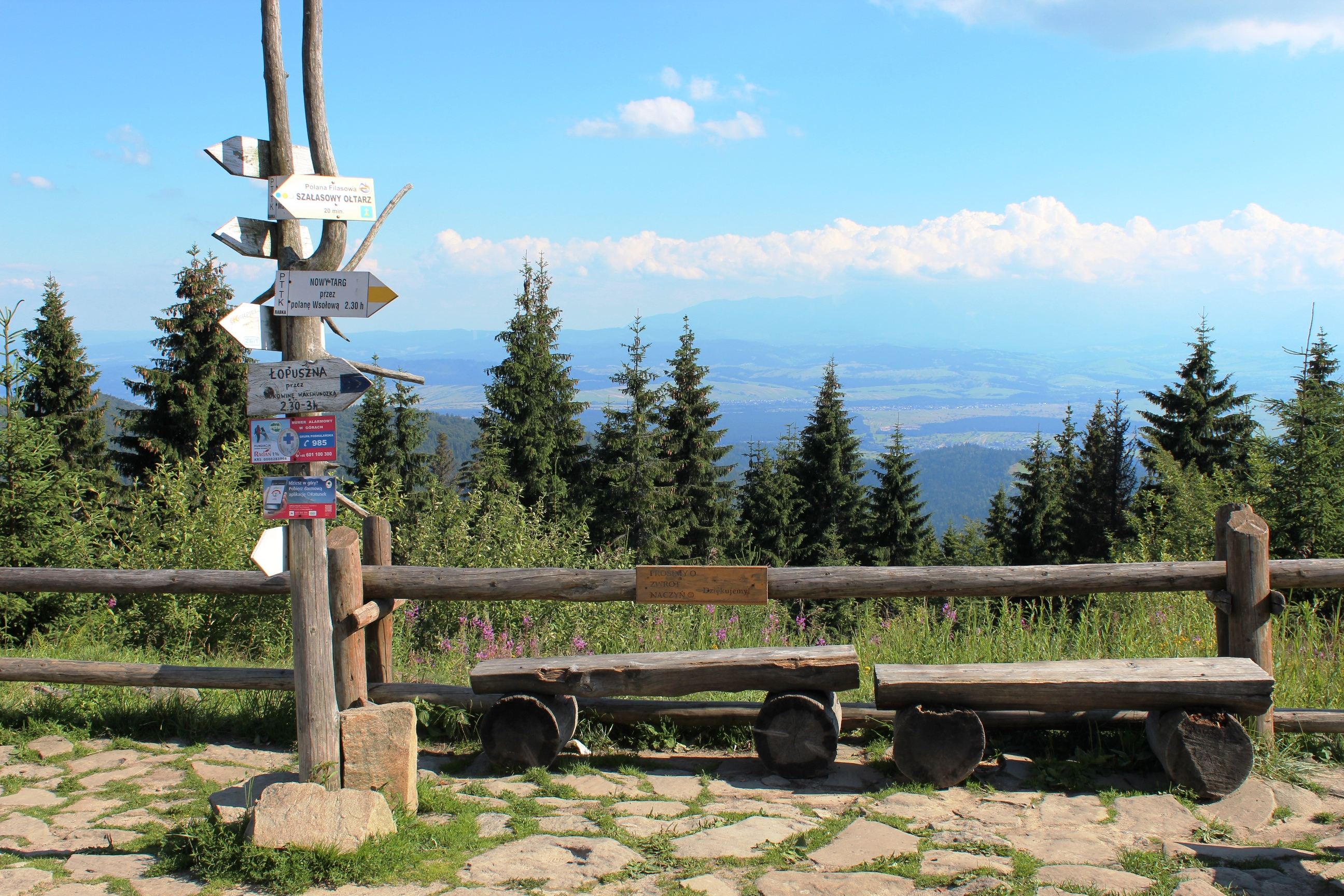
Ausblick

Die Turbacz-Hütte (pl. Schronisko PTTK na Turbaczu) liegt auf einer Höhe von 1283 m ü. NN in Polen in den Beskiden auf dem Berg Turbacz. Die Hütte ist mit 129 Planbetten die größte Schutzhütte in den Gorce.

## Geschichte
Die erste Hütte wurde 1925 erbaut. Sie wurde jedoch bereits 1933 von Wilderern niedergebrannt. Bereits 1934 begann der Wiederaufbau. Im Zweiten Weltkrieg wurde sie von Partisanen genutzt und brannte 1943 ab. Im Jahr 1953 entschloss man sich, die Hütte wieder aufzubauen. Sie wurde nach Władysław Orkan benannt.

### Gipfelbesteigungen
Gipfel in der näheren Umgebung der Hütte sind:
- Turbacz (1310 m)